# Helene Winger
Helene Winger, geb. Stein (* 18. März 1884 in Wien; † 31. März 1945 ebenda) war eine österreichische Malerin. 

## Leben
Helene Stein wurde als viertes Kind des Wiener Verlegers Markus Stein und dessen Frau Nanette am 18. März 1884 in Wien geboren. Wie auch ihre Geschwister Richard, Paula, Emma und Erwin wurde sie, ursprünglich jüdischen Glaubens, später auf das evangelische Bekenntnis H. B. getauft.
Über Helene Steins Ausbildung ist nichts bekannt; sie trat in den 1910er Jahren als Malerin in Erscheinung. Es wurde die Vermutung geäußert, dass sie „durch den Kontakt zu zahlreichen Künstlern im Kunstsalon ihrer Familie“ - darunter Oskar Kokoschka, Arnold Schönberg und Adolf Loos - zu ihrer Berufswahl inspiriert wurde.
Um 1920 heiratete Helene Stein den aus Hamburg stammenden Offizier Richard Johann Winger (1873–1924), mit dem sie zwei Söhne, Richard (1919–1991) und Wolfgang (1921–1987), hatte. Während des NS-Regimes, nach dessen Begriffen sie „Volljüdin“ war, blieb Helene Winger – wohl auch, weil sie Witwe eines dekorierten k.u.k. Offiziers war – an Leib und Leben unversehrt, musste aber ihren Besitz ihren Kindern überschreiben.
Helene Winger verstarb am 31. März 1945 in Wien und wurde auf dem Döblinger Friedhof im Grab ihrer Eltern Markus und Nanette Stein beigesetzt.

## Werk
Helene Winger gehörte der Vereinigung bildender Künstlerinnen Österreichs an und stellte unter anderem in der Stockholmer Kunsthalle (1917) und im Wiener Künstlerhaus (1919) aus. „In dem von heller, lichter Farbgebung geprägten Werk Helene Winger-Steins ist der Einfluss der französischen Fauvisten zu erkennen“.
Werkbeispiele:
- Ruhende, um 1912
- Mädchenportrait, um 1914 (wahrscheinlich Maria Charlotte Stein)
- Netzflickerinnen, vor 1917
- Mädchen mit Krug, vor 1917
- Äpfelverkäuferin, um 1918/19